# Guia (Pombal)
Guia est une freguesia portugaise située dans le District de Leiria.
Avec une superficie de 37,91 km2 et une population de 2 726 habitants (2001), la paroisse possède une densité de 71,9 hab/km2.